# Ішаягу Швагер
Ішаягу Шваґер (івр. ישעיהו שווגר; 10 лютого 1946 — 31 серпня 2000) — ізраїльський футболіст, що грав на позиції захисника.
Виступав за «Маккабі» (Хайфа), а також національну збірну Ізраїлю.

## Клубна кар'єра
У дорослому футболі дебютував 1962 року виступами за команду клубу «Маккабі» (Хайфа), кольори якої і захищав протягом усієї своєї кар'єри гравця, що тривала п'ятнадцять років. Більшість часу, проведеного у складі хайфського «Маккабі», був основним гравцем захисту команди.
Помер 31 серпня 2000 року на 55-му році життя.

## Виступи за збірну
1966 року дебютував в офіційних матчах у складі національної збірної Ізраїлю. Протягом кар'єри у національній команді, яка тривала 9 років, провів у формі головної команди країни 25 матчів.
У складі збірної був учасником чемпіонату світу 1970 року у Мексиці. У грі групового етапу цього змагання проти майбутніх віце-чемпіонів світу збірної Італії Швагер грав персонально проти найкращого бомбардира італійців Луїджі Ріви, не дозволивши останньому відзначитися у цьому матчі, що завершився нульовою нічиєю.

## Титули і досягнення
- Срібний призер Азійських ігор: 1974